# Barão de Bonfim
Barão de Bonfim (à época, Bomfim) é um título nobiliárquico criado por D. Pedro II do Brasil por carta de 18 de junho de 1841, em favor a José Francisco de Mesquita.
Titulares
1. José Francisco de Mesquita (1790–1873) — 1.º visconde, conde e marquês de Bonfim;
2. José Jerônimo de Mesquita (1826–1895) — neto do anterior.